# Ambroise Milet
 (mars 2018).
Ambroise Nicolas Milet est un céramiste, conservateur de musée et historien de l'art français, né le 6 décembre 1829 à Martincamp (commune de Bully) et mort le 18 septembre 1916 à Dieppe.
Il fut successivement chef de fabrication de la Manufacture de Sèvres et conservateur du Musée de Dieppe et de la bibliothèque de Dieppe en fin de carrière.

## Biographie
Ambroise Milet est le frère de Félix Optat Milet. Il est fils et petit-fils de potiers dans un village qui, en 1820, comptait 32 fabriques de grès utilitaires, poteries vernissées cuites au grand four.
Peu après son certificat d'études primaires, il travaille chez des notaires locaux (à Saint-Saëns et à Pommeréval). Autodidacte, doté d'une grande curiosité, il démontrera une culture étendue sur l'art de la céramique à travers ses publications. Le nombre de fonctions ou de rôles occupés dans sa carrière témoigne aussi de ses capacités d'adaptation ; tour à tour, chercheur, directeur, diffuseur, ses goûts multiples doivent beaucoup à l'influence de l'abbé Cochet connu en Normandie pour ses articles. C'est grâce à cet abbé, conscient des capacités, qu'Ambroise Milet obtient d'être admis à la Manufacture de Sèvres.
Il est nommé officier d'Académie en date du 7 janvier 1874. 
Il épouse Madeleine Adèle Sauveur le 3 mai 1858 à Paris (4e). Elle décèdera le 1er août 1912 à Dieppe.

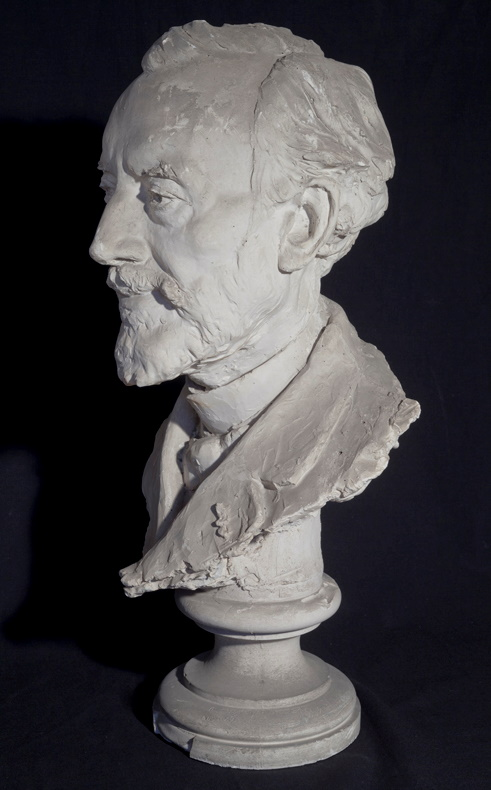
Buste d'Ambroise Milet par Ernest Henri Dubois - réalisé en 1912 - Conservé au Musée de Dieppe

Il y sera nommé successivement directeur des fours et des pâtes (1er avril 1854 - 1er octobre 1884), puis chef de fabrication avant de quitter la Manufacture en 1884 pour raisons de santé. En 1862, part en mission en Belgique à Tournai, pour étudier la fabrication des anciennes faïences et porcelaines de cette ville, et au besoin y recruter des ouvriers, pour Sèvres. L'une des plus grandes tâches qu'Ambroise Milet aura à mener sera la construction de six grands fours à bois en 1877.
Ces fours sont aujourd'hui classés monuments historiques.
Revenu à Dieppe, il devient conservateur du Musée de Dieppe et de la bibliothèque municipale du 1er janvier 1884 (arrêté daté du 3 octobre 1883) à sa mort le 18 septembre 1916. Il crée ce musée avec Alexandre Legros, son ami et maire de Dieppe. Ce musée municipal, installé alors dans un bâtiment au centre de Dieppe, s'est constitué grâce à un fond d’œuvres données à ou achetées par la ville. Auteur prolifique, il a rédigé de nombreux ouvrages de référence et notamment le premier catalogue-inventaire du musée.
Ambroise Milet meurt à Dieppe en 1916 et est enterré à Paris au cimetière de Montmartre.

## Distinctions
- Officier d'académie (1874).

## Publications
- Priorité de l'invention de la porcelaine à Rouen, en 1763, Rouen, E. Cagniard, 1867.
- Histoire d'un four à verre de l'ancienne Normandie, 1871, 17 p. [lire en ligne].
- Antoine Clericy, ouvrier du roi en terre sigilée (1612-1653) : esquisse sur sa vie et ses œuvres, Paris, J. Baur, 1876.
- Notice sur Désiré Riocreux, conservateur du musée céramique de Sèvres, Paris, Librairie De L'Art ; J. Rouam & Remington And Co, 1883, 32 p. Ambroise Milet prononcera en 1872 l'oraison funèbre de son ami.
- Château-musée de Dieppe, Dieppe, Paris, Plon, 1887.
- Historique de la Faïence et de la Porcelaine de Rouen au XVIIe siècle, Rouen, E. Cagniard, 1898, 32 p. Des imitations de faïences de Rouen éditées par Charles Ficquenet, peintre décorateur de la Manufacture de Sèvres, semblent avoir été inspirées de ces travaux[Interprétation personnelle ?].
- Château-musée de Dieppe, catalogue du musée de Dieppe. Archéologie, histoire locale, Beaux-Arts. Musée Camille Saint-Saens, Histoire Naturelle, 1904, 284 p.
- Ivoires et ivoiriers de Dieppe, Paris, Imprimerie de l'Art, E. Moreau et Cie, 1906, 55 p.
- Musée de Céramique de Sèvres, 130 p.
- Anciennes industries scientifiques et artistiques dieppoises, Paris, Imprimerie Georges Petit, 1904, 55 p.
- Identification d'une Comtesse d'Eu, Sotteville-lès-Rouen, Imprimerie Lecourt, 1909, 7 p.
- Martincamp, ses pots et ses potiers, Dieppe, Imprimerie IB4, 2004, 44 p. Publication posthume des notes d'Ambroise Milet sur les poteries de Martincamp.